# 大峪关帝庙
大峪关帝庙，位于山西省长治市上党区荫城镇大峪村，是一处山西省文物保护单位。
2021年8月4日，大峪关帝庙公布为第六批山西省文物保护单位，编号6-147，古建筑类，年代为明、清。